# Abbazia di Amorbach
L'abbazia di Amorbach (in tedesco Kloster Amorbach) è un monastero benedettino situato nell'omonima città nel circondario di Miltenberg, in Bassa Franconia, Germania.
Si tratta di uno dei quattro primordiali monasteri fondati in epoca carolingia (gli altri tre erano Lorsch, Fulda e Mosbach) con lo scopo di diffondere il cristianesimo nella regione montuosa dell'Odenwald. Si suppone che il nome dell'abbazia derivi da Amor, discepolo di San Pirmino e fondatore dell'edificio che venne consacrato nel 734. A partire dall'800 essa divenne un'abbazia imperiale per volere personale dello stesso Carlo Magno. Il sovrano Pipino unì la giurisdizione dell'abbazia a quella della Diocesi di Würzburg, sebbene in merito a ciò nascessero numerose dispute con l'Elettorato di Magonza.

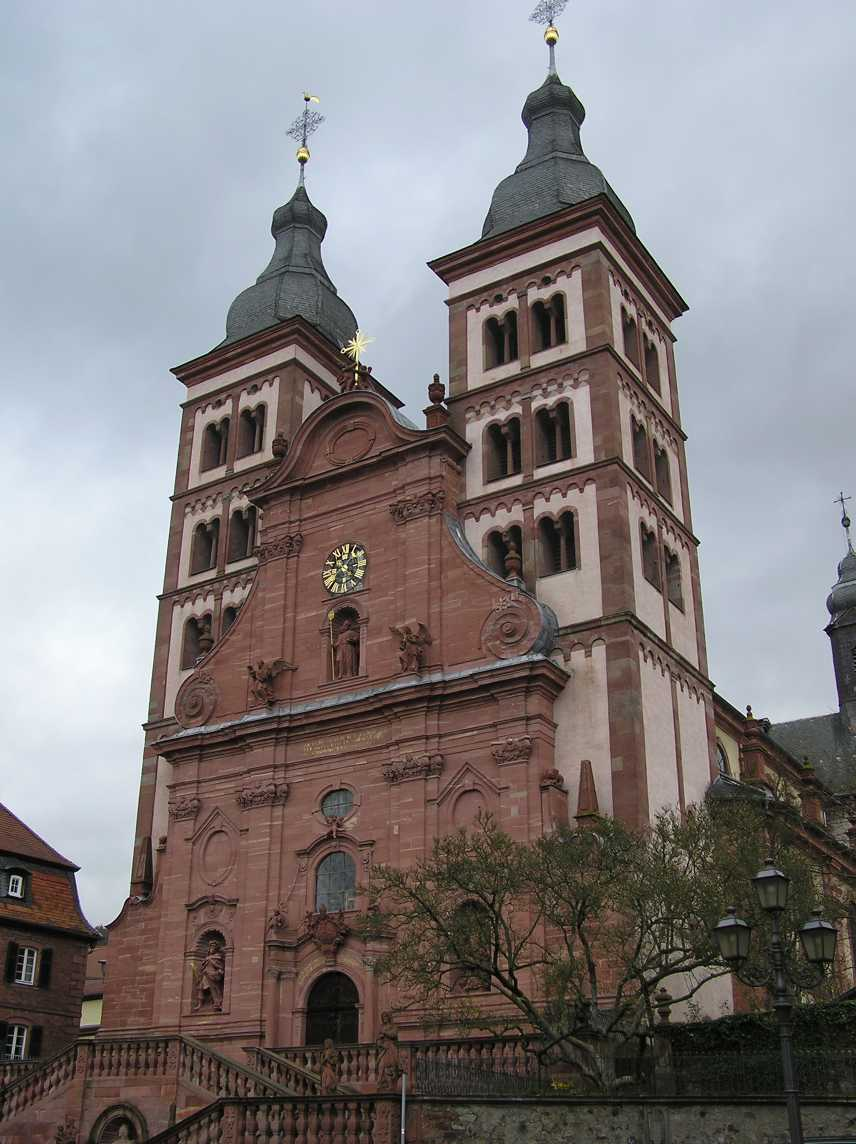
La facciata della chiesa abbaziale

L'abbazia ebbe un ruolo fondamentale nell'attività di deforestazione della regione e dell'insediamento di diversi centri, nonché dell'opera di evangelizzazione della Sassonia, ne sia prova il fatto che molti dei missionari dell'importante centro di evangelizzazione di Verden furono in precedenza monaci dell'abbazia di Amorbach. Intorno al X secolo l'abbazia subì il saccheggio da parte degli Ungari.
Nel 1525 l'abbazia fu saccheggiata durante la guerra dei contadini tedeschi dai mercenari guidati da Götz von Berlichingen e durante la guerra dei trent'anni venne saccheggiata dalle armate svedesi.
L'organo dell'abbazia, completato nel 1783 e composto da 5.000 canne, è considerato il meglio conservato di tutta la Germania meridionale ed è costruito secondo i canoni dello stile barocco.